# Lista de finais femininas em duplas do tênis nos Jogos Olímpicos
Esta é a lista de finais femininas em duplas do tênis nos Jogos Olímpicos de Verão.

## Por ano

### Disputa pela medalha de ouro
| Ano       | Cidade-sede    | Medalhistas de ouro                           | Medalhistas de prata                                   | Resultado                            |
| --------- | -------------- | --------------------------------------------- | ------------------------------------------------------ | ------------------------------------ |
| 2024      | Paris          |                                               |                                                        |                                      |
| 2020      | Tóquio         | CZE Barbora Krejčíková CZE Kateřina Siniaková | SUI Belinda Bencic SUI Viktorija Golubic               | 7–5, 6–1                             |
| 2016      | Rio de Janeiro | RUS Ekaterina Makarova RUS Elena Vesnina      | SUI Timea Bacsinszky SUI Martina Hingis                | 6–4, 6–4                             |
| 2012      | Londres        | USA Serena Williams USA Venus Williams        | CZE Andrea Hlaváčková CZE Lucie Hradecká               | 6–4, 6–4                             |
| 2008      | Pequim         | USA Serena Williams USA Venus Williams        | ESP Anabel Medina Garrigues ESP Virginia Ruano Pascual | 6–2, 6–0                             |
| 2004      | Atenas         | CHN Li Ting CHN Sun Tiantian                  | ESP Conchita Martínez ESP Virginia Ruano Pascual       | 6–3, 6–3                             |
| 2000      | Sydney         | USA Serena Williams USA Venus Williams        | NED Kristie Boogert NED Miriam Oremans                 | 6–1, 6–1                             |
| 1996      | Atlanta        | USA Gigi Fernández USA Mary Joe Fernández     | CZE Jana Novotná CZE Helena Suková                     | 7–66, 6–4                            |
| 1992      | Barcelona      | USA Gigi Fernández USA Mary Joe Fernández     | ESP Conchita Martínez ESP Arantxa Sánchez Vicario      | 7–5, 2–6, 6–2                        |
| 1988      | Seul           | USA Zina Garrison USA Pam Shriver             | TCH Jana Novotná TCH Helena Suková                     | 4–6, 6–2, 10–8                       |
| 1984–1928 | 1984–1928      | não incluído na programação olímpica          | não incluído na programação olímpica                   | não incluído na programação olímpica |
| 1924      | Paris          | USA Hazel Wightman USA Helen Wills            | GBR Phyllis Covell GBR Kathleen McKane                 | 7–5, 8–6                             |
| 1920      | Antuérpia      | GBR Kathleen McKane GBR Winifred McNair       | GBR Geraldine Beamish GBR Dorothy Holman               | 8–6, 6–4                             |

### Disputa pela medalha de bronze
| Ano       | Cidade-sede    | Medalhistas de bronze                                               | Quarto lugar                                                        | Resultado                                                           |
| --------- | -------------- | ------------------------------------------------------------------- | ------------------------------------------------------------------- | ------------------------------------------------------------------- |
| 2024      | Paris          |                                                                     |                                                                     |                                                                     |
| 2020      | Tóquio         | BRA Laura Pigossi BRA Luisa Stefani                                 | ROC Veronika Kudermetova ROC Elena Vesnina                          | 4–6, 6–4, 11–9                                                      |
| 2016      | Rio de Janeiro | CZE Lucie Šafářová CZE Barbora Strýcová                             | CZE Andrea Hlaváčková CZE Lucie Hradecká                            | 7–5, 6–1                                                            |
| 2012      | Londres        | RUS Maria Kirilenko RUS Nadia Petrova                               | USA Liezel Huber USA Lisa Raymond                                   | 4–6, 6–4, 6–1                                                       |
| 2008      | Pequim         | CHN Yan Zi CHN Zheng Jie                                            | UKR Alona Bondarenko UKR Kateryna Bondarenko                        | 6–2, 6–2                                                            |
| 2004      | Atenas         | ARG Paola Suárez ARG Patricia Tarabini                              | JPN Shinobu Asagoe JPN Ai Sugiyama                                  | 6–3, 6–3                                                            |
| 2000      | Sydney         | BEL Els Callens BEL Dominique Van Roost                             | BLR Olga Barabanschikova BLR Natalia Zvereva                        | 4–6, 6–4, 6–1                                                       |
| 1996      | Atlanta        | ESP Conchita Martínez ESP Arantxa Sánchez Vicario                   | NED Manon Bollegraf NED Brenda Schultz-McCarthy                     | 6–1, 6–3                                                            |
| 1992      | Barcelona      | não houve final: as perdedoras das semifinais conquistaram o bronze | não houve final: as perdedoras das semifinais conquistaram o bronze | não houve final: as perdedoras das semifinais conquistaram o bronze |
| 1988      | Seul           | não houve final: as perdedoras das semifinais conquistaram o bronze | não houve final: as perdedoras das semifinais conquistaram o bronze | não houve final: as perdedoras das semifinais conquistaram o bronze |
| 1984–1928 | 1984–1928      | não incluído na programação olímpica                                | não incluído na programação olímpica                                | não incluído na programação olímpica                                |
| 1924      | Paris          | GBR Evelyn Colyer GBR Dorothy Shepherd-Barron                       | FRA Marguerite Billout FRA Yvonne Bourgeois                         | 6–1, 6–2                                                            |
| 1920      | Antuérpia      | FRA Élisabeth d'Ayen FRA Suzanne Lenglen                            | BEL Fernande Arendt BEL Marie Storms                                | w.o.                                                                |

## Estatísticas

### Medalhas por país
| Ordem | País               | Medalha de ouro | Medalha de prata | Medalha de bronze |   |
| ----- | ------------------ | --------------- | ---------------- | ----------------- | - |
| 1     | USA Estados Unidos | 7               |                  |                   | 7 |
| 2     | CZE Chéquia        | 1               | 3                | 1                 | 5 |
| 3     | GBR Grã-Bretanha   | 1               | 2                | 1                 | 4 |
| 4     | CHN China          | 1               |                  | 1                 | 2 |
|       | RUS Rússia         | 1               |                  | 1                 | 2 |
| 6     | ESP Espanha        |                 | 3                | 1                 | 4 |
| 7     | SUI Suíça          |                 | 2                |                   | 2 |
| 8     | NED Países Baixos  |                 | 1                |                   | 1 |
| 9     | AUS Austrália      |                 |                  | 2                 | 2 |
| 10    | ARG Argentina      |                 |                  | 1                 | 1 |
|       | BRA Brasil         |                 |                  | 1                 | 1 |
|       | BEL Bélgica        |                 |                  | 1                 | 1 |
|       | FRA França         |                 |                  | 1                 | 1 |

Obs: A Checoslováquia está incluída em República Checa.

### Múltiplas medalhistas
| Ordem | País                        |   |   |   |   |
| ----- | --------------------------- | - | - | - | - |
| 1     | USA Serena Williams         | 3 | 0 | 0 | 3 |
|       | USA Venus Williams          | 3 | 0 | 0 | 3 |
| 3     | ESP Conchita Martínez       | 0 | 2 | 1 | 3 |
| 4     | USA Gigi Fernández          | 2 | 0 | 0 | 2 |
|       | USA Mary Joe Fernández      | 2 | 0 | 0 | 2 |
| 6     | GBR Kathleen McKane         | 1 | 1 | 0 | 2 |
| 7     | CZE Jana Novotná            | 0 | 2 | 0 | 2 |
|       | ESP Virginia Ruano Pascual  | 0 | 2 | 0 | 2 |
|       | CZE Helena Suková           | 0 | 2 | 0 | 2 |
| 10    | ESP Arantxa Sánchez Vicario | 0 | 1 | 1 | 2 |